# Сибір (Єгор'євський район)
Сибі́р (рос. Сибирь) — селище у складі Єгор'євського району Алтайського краю, Росія. Входить до складу Новоєгор'євської сільської ради.

## Населення
Населення — 26 осіб (2010; 45 у 2002).
Національний склад (станом на 2002 рік):
- росіяни — 47 %
- казахи — 42 %